# Flagelliphantes
Flagelliphantes es un género de arañas araneomorfas de la familia Linyphiidae. Se encuentra en la zona paleártica.

## Lista de especies
Según The World Spider Catalog 12.0:
- Flagelliphantes bergstromi (Schenkel, 1931)
- Flagelliphantes flagellifer (Tanasevitch, 1988)
- Flagelliphantes sterneri (Eskov & Marusik, 1994)